# TJ Sokol Živanice
TJ Sokol Živanice je český fotbalový klub z obce Živanice nedaleko Pardubic. Od sezony 2018/19 hraje Českou fotbalovou ligu (3. nejvyšší soutěž). Klubovými barvami jsou oranžová a černá. Klub byl založen v roce 1958. V sezoně 2017/18 klub vyhrál Divizi C a poprvé ve své historii postoupil do ČFL.

## Významní hráči klubu
- Luděk Frydrych[4] - od roku 2019 brankář A týmu. Prošel ligovým Jabloncem.
- David Petrus[5] - od roku 2016 hráč A týmu. Působil v ligových týmech Baníku Ostrava a Hradci Králové.
- Ondřej Herzán[6] - mezi lety 2016-2020 hráč A týmu. Bývalý mládežnický reprezentant do 21 let a ligový fotbalista.
- Radek Bukač[7] - mezi lety 2017-2018 hráč A týmu. Bývalý ligový fotbalista Viktorie Žižkov.

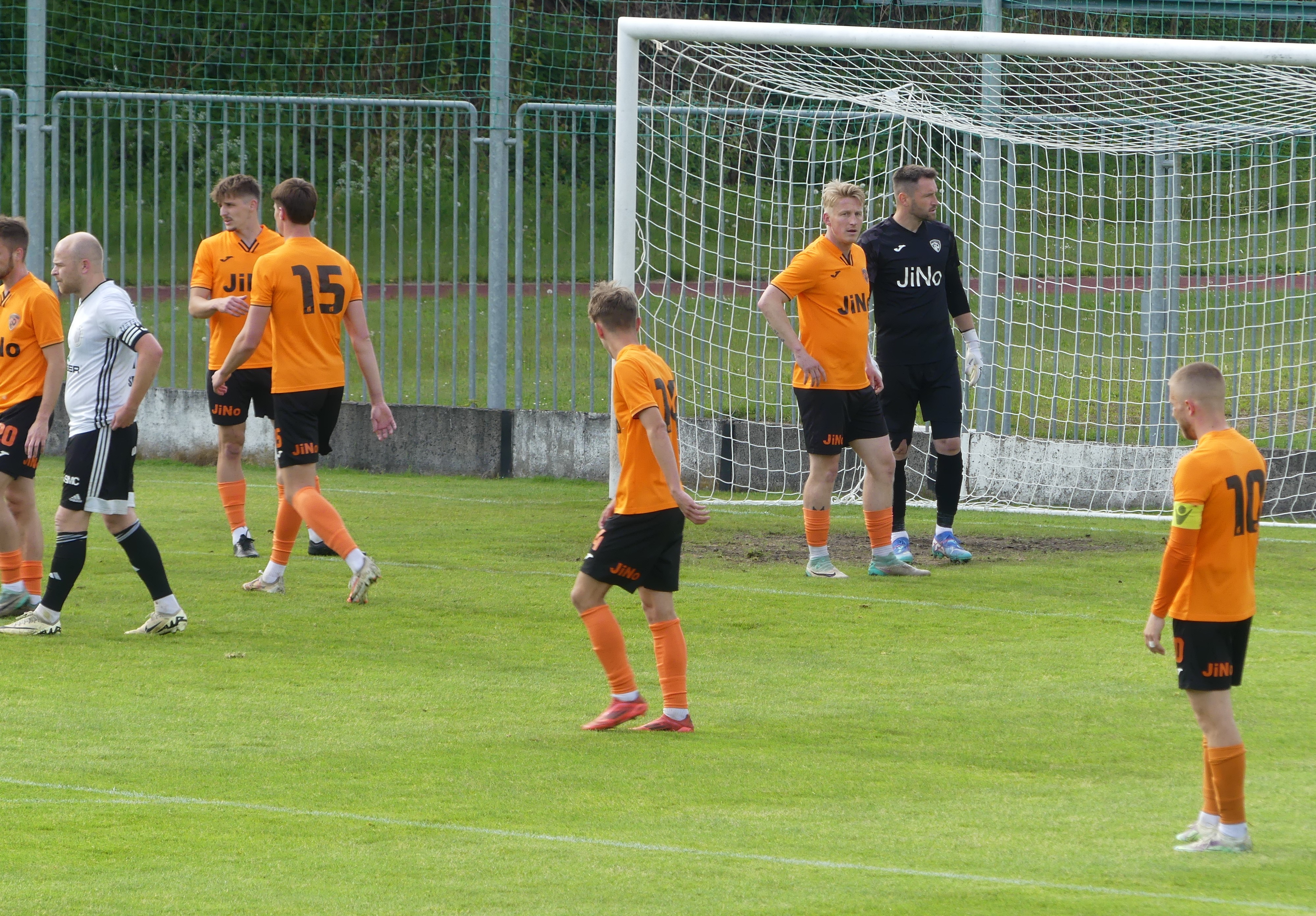
Hráči TJ Sokol Živanice (květen 2025)

- Hráči TJ Sokol Živanice (květen 2025)Michal Petráň - od sezony 2024/25 hráč A týmu

## Umístění A mužstva v jednotlivých sezonách[8]
| Česko (2003 – současnost) |                                    |        |    |        |
| Sezóna                    | Soutěž                             | Úroveň | B  | Pozice |
| 2003/2004                 | I.B třída Pardubického kraje, sk.A | 7      | 36 | 8.     |
| 2004/2005                 | I.B třída Pardubického kraje, sk.A | 7      | 67 | 1.     |
| 2005/2006                 | I.A třída Pardubického kraje       | 6      | 53 | 1.     |
| 2006/2007                 | Přebor Pardubického kraje          | 5      | 65 | 2.     |
| 2007/2008                 | Přebor Pardubického kraje          | 5      | 73 | 1.     |
| 2008/2009                 | Divize C                           | 4      | 43 | 9.     |
| 2009/2010                 | Divize C                           | 4      | 37 | 14.    |
| 2010/2011                 | Přebor Pardubického kraje          | 5      | 78 | 2.     |
| 2011/2012                 | I.A třída Pardubického kraje       | 6      | 46 | 4.     |
| 2012/2013                 | Přebor Pardubického kraje          | 5      | 41 | 7.     |
| 2013/2014                 | Divize C                           | 4      | 54 | 3.     |
| 2014/2015                 | Divize C                           | 4      | 58 | 4.     |
| 2015/2016                 | Divize C                           | 4      | 61 | 2.     |
| 2016/2017                 | Divize C                           | 4      | 64 | 2.     |
| 2017/2018                 | Divize C                           | 4      | 65 | 1.     |
| 2018/2019                 | Česká fotbalová liga               | 3      | 44 | 10.    |
| ** 2019/2020              | Česká fotbalová liga, sk.B         | 3      | 29 | 5.     |
| ** 2020/2021              | Česká fotbalová liga, sk.B         | 3      | 12 | 9.     |
| 2021/2022                 | Česká fotbalová liga, sk. B        | 3      | 49 | 4.     |
| 2022/2023                 | Česká fotbalová liga, sk. B        | 3      | 32 | 13.    |
| 2023/2024                 | Česká fotbalová liga, sk. B        | 3      | 35 | 10.    |
| 2024/2025                 | Česká fotbalová liga, sk. B        | 3      |    |        |

**= sezona předčasně ukončena z důvodu pandemie covidu-19
- 2010/11 - klub se umístil na 2. místě Přeboru Pardubického kraje, pro sezonu 2011/12 se však přihlásil do I.A třídy Pardubického kraje.

## Pohárové úspěchy[9]
TJ Sokol Živanice ve své historii několikrát dokázal postoupit do dalších fází českého poháru.

### Zápasy Živanic proti ligovým týmům
- Sezona 2007/08

2.kolo: Živanice - FC Hradec Králové (2.liga) 1:3
- Sezona 2008/09

1.kolo: Živanice - FC Hradec Králové (2.liga) 2:3
- Sezona 2009/10

2.kolo: Živanice - FK Mladá Boleslav (1.liga) 1:0
3.kolo: Živanice - FC Vítkovice (2.liga) 1:0
Osmifinále: Živanice - FK Jablonec (1.liga) 3:6, FK Jablonec - Živanice 5:1
- Sezona 2014/15

3.kolo: Živanice - AC Sparta Praha (1.liga) 1:3
- Sezona 2016/17

2.kolo: Živanice - FK Pardubice (2.liga) 0:1
- Sezona 2017/18

1.kolo: Živanice - FK Olympia Praha (2.liga) 2:2, 5:3 na penalty
2.kolo: Živanice - FK Varnsdorf (2.liga) 1:0
3.kolo: Živanice - SK Sigma Olomouc (1.liga) 0:8